# Larry Barbiere
Lawrence Edward Barbiere, mais conhecido como Larry Barbiere (Dayton, 6 de março de 1951) é um nadador estadunidense. Representou o Estados Unidos nos Jogos Olímpicos de 1968 realizado no México.

## Biografia
Barbiere nasceu em Dayton, cidade no interior do estado de Ohio, no ano de 1951. Aos dezessete anos de idade, integrou a delegação dos Estados Unidos para os Jogos Olímpicos de Verão de 1968, realizado na Cidade do México. Competiu na categoria de 100 metros de costas, conquistando o quarto lugar para a delegação americana, sendo superado pelo alemão Roland Matthes e os também estadunidenses Charles Hickcox e Ronnie Mills.
Barbiere frequentou a Universidade de Indiana em Bloomington, onde entrou para a equipe de natação e mergulho Indiana Hoosiers do treinador Doc Counsilman na National Collegiate Athletic Association (NCAA) e na competição Big Ten Conference de 1970 a 1973. Barbiere  foi onze vezes All-American como um nadador universitário e foi integrou três equipes que venceram de maneira consecutivas o campeonato nacional da NCAA pelo Hoosiers nos anos de 1971, 1972 e 1973.

### Vida pessoal
O filho de Barbiere, Jim, também frequentou a Universidade de Indiana e competiu pela equipe de natação Hoosiers de 2009 a 2013.
É avô da também da nadadora Emily Silver, que conquistou a medalha de prata nos Jogos Olímpicos de Verão de 2008.